# Sweet 19 Blues
Sweet 19 Blues – pierwszy album studyjny piosenkarki Namie Amuro wydany w wytwórni Avex Trax, z producentem Tetsuyą Komuro, a drugi album ogólnie. Sukces albumu pomógł Amuro stać się jedną z najbardziej popularnych i udanych artystów japońskich wszech czasów. Amuro wraz z jej przełomowym albumem zmieniła krajobraz japońskiej muzyki pop wpłynęła na wszystko od stylu muzyki do wydajności, a nawet mody. Niektóre z efektów tego zjawiska może być jeszcze odczuwalne w ciągu dzisiejszego japońskiego przemysłu muzycznego.

## Lista utworów
| 01 | Watch Your Step!!                          | 00:04 |
| 02 | Motion                                     | 00:50 |
| 03 | Let's Do The Motion                        | 04:07 |
| 04 | Private                                    | 05:36 |
| 05 | Interlude: Ocean way                       | 01:05 |
| 06 | Don't Wanna Cry (Eighteen's Summer Mix)    | 05:40 |
| 07 | Rainy Dance                                | -     |
| 08 | Chase the Chance (CC Mix)                  | 03:42 |
| 09 | Interlude: Joy                             | 01:19 |
| 10 | I'll Jump                                  | 05:19 |
| 11 | Interlude: Scratch Voices                  | 00:04 |
| 12 | I Was a Fool                               | 04:36 |
| 13 | Present                                    | 04:35 |
| 14 | Interlude: Don't Wanna Cry Symphonic Style | 01:23 |
| 15 | You're My Sunshine (Hollywood Mix)         | 05:42 |
| 16 | Body Feels Exit (Latin House Mix)          | 08:51 |
| 17 | 77                                         | 01:45 |
| 18 | Sweet 19 Blues                             | 05:38 |
| 19 | ...Soon Nineteen                           | 01:52 |

## Personel
- Namie Amuro – wokal, wokal wspierający
- m.c.A.T – wokal
- Sheila E – wokal wspierający, perkusja
- Joey Johnson – wokal wspierający
- Lynn Mabry – wokal wspierający
- Ricky Nelson – wokal wspierający
- Tracy Whitney – wokal wspierający
- Valerie Williams – wokal wspierający
- Kinbara Chieko – strings
- Cozy Kubo – keybord, syntezator
- Tetsuya Komuro – wokal wspierający, keybord, syntezator
- Kazuhiro Matsuo – gitara akustyczna
- Tatsuya Murayama – strings
- Raphael Padilla – perkusja
- Michael Paulo - saksofon
- Neil Stubenhaus - gitara basowa
- Michael Thompson - gitara